# 山姆·科斯格罗夫
山姆·本杰明·科斯格罗夫（英語：Sam Benjamin Cosgrove；1996年12月2日—）是英格蘭足球運動員，司職前鋒，現效力巴恩斯利。

## 球員生涯

### 威根竞技
科斯格罗夫曾在埃弗顿學習踢球，之後轉到威根竞技並在2013年取得獎學金，他在2015年夏天與球會簽下職業合約。
2015/16球季，他被外借到非聯賽球隊以獲得比賽經驗。2015年8月15日，他首次代表英格蘭足球全國聯賽球會巴罗上場參加對古斯利的比賽，賽果為1-1。他取代了受傷的安迪·庫克並取得不錯表現，但庫克回到陣容後，科斯格罗夫的上場次數大減，最終被母會召回。11月25日，他被外借到佐利至翌年1月2日，但外借期間只在聯賽中上場20分鐘。同一球季第三次外借是到英格蘭足球全國聯賽北球會楠特威奇，替球隊打進該賽季第100顆進球。
2016年6月，科斯格罗夫與球會續約一年，並在之後的英格蘭聯賽盃對奥尔德姆的比賽首次代表威根上場。球季下半季，他被外借到北費利比聯，期間在聯賽上場14次，沒有進球。季後他與威根合約結束而離隊。

### 卡莱尔联
2017年8月1日，試訓成功的科斯格罗夫與英格蘭足球乙級聯賽球會卡莱尔联簽下半年合約，並在8月日8日英格蘭聯賽盃對弗利特伍德镇的比賽補時階段上場，助球隊在延長賽以2-1勝出。四天後首次在英格兰足球联赛上場，以替補身份換入並以2-1擊敗剑桥联。然而科斯格罗夫在球隊上場機會有限，大部份時間都在板凳或未入選。2018年1月1日不敵曼斯菲尔德城的比賽，他意外地首次先發上場，並在之後足總盃對谢周三的比賽當選為全場最佳球員。他的合約被延長至季末。1月13日對克鲁的比賽，打進他首顆聯賽進球。他踢多兩場比賽後便被賣到蘇格蘭球會阿伯丁。

### 阿伯丁
2018年1月31日，科斯格罗夫與蘇格蘭足球超級聯賽球會阿伯丁簽下三年半合約。雙方合約本來是球季結束後來生效，但卡莱尔联不情愿地認為及早賣出是上策。他在蘇格蘭首場比賽是2月25日參加以2-0不敵凯尔特人的比賽，他在上場8分鐘後便領紅牌。4月27日對哈茨的比賽，他首次先發上場，而球隊以2-0取勝。球隊在該球季最終以聯賽第二名完成。
2018年至2019年歐霸盃資格賽對伯恩利的比賽，他助球隊贏得了一個點球並由加里·馬凱·斯蒂文操刀，助球隊打開紀錄，最終雙方以1-1平手，但球隊在第二輪比賽中落敗而出局。10月6日對圣米伦的比賽，他終於打進在球隊首顆進球，他在比賽中梅開二度，使球隊以4-1大勝。12月2日蘇格蘭聯賽盃決賽對凯尔特人，他先發上場，球隊最終而1-0落敗。下一場比賽作客流浪者，他在比賽中累積兩黃而領紅。停賽復出後，他在對利文斯顿的比賽中取得一進球和一助攻。他在12月共打進6顆進球，使他取得當月蘇超最佳球員。他與球會續約至2022年，4月6日他打進在該賽季第20顆進球。整個聯賽賽季他共打進17季，只比阿尔弗雷多·莫雷洛斯少1球而未能取得賽季神射手。
2019/20賽季，他在4場歐霸盃資格賽中打進6球，其中對薩奇海雷奇庫拉的比賽中更上演帽子戲法。當他在這球季各項賽事取得23顆進球時，所有足球聯賽因為2019冠状病毒而停擺。
新賽季他因為受傷和違反防疫措施而缺席季初賽事。10月25日他回到賽場上，參加以3-3打平些路迪的比賽，及在兩星期後的比賽取得進球。

### 伯明翰城
2021年1月31日，英冠球會伯明翰以200萬鎊價錢簽下科斯格罗夫，他與伯明翰簽下為期三年半的合約，在2月6日作客以3-2輸給伯恩茅斯的比賽中首次上場。不久後簽下他的主教練艾托·卡兰卡被解僱，新教練李·保耶為球隊保級而選用斯科特·霍甘和鲁卡斯·辛基維茨，這時科斯格罗夫在新球會只有3次替補身份上場紀錄。科斯格罗夫只能在球隊確定護級成功後，才能在剩餘的兩場聯賽比賽中獲得正選上陣的機會。
2021年8月21日，他被外借到英甲球會施鲁斯伯里镇整個賽季，在對莫克姆的比賽中首次上場，他在半場球隊以2-0落後時換入，但未能改變最終比數。2022年1月31日，他被外借到另一球會AFC溫布頓至季末，在2月5日對查尔顿竞技的比賽首次代表新球會先發上場並踢了67分鐘，最終球隊以3-2落敗。
2022年8月，他替伯明翰上場3次後會被外借到英甲球會普利茅斯至季末。兩天後對德比郡的比賽中首次上場，在75分鐘換入，在場上首次觸球便取得進球，助球隊追平至2-2，及在90分鐘梅開二度，使球隊反超以3-2取勝。12月21日英格蘭足球聯賽錦標賽對AFC溫布頓的比賽中，他在下半場上演帽子戲法，使球隊在落後三球下追平並拖進點球大戰一決高下，最終球隊在點球大戰中以4-3勝出。科斯格罗夫在效力普利茅斯期間，助球隊取得英甲聯賽冠軍，他在各項賽事中共打進12球。
科斯格罗夫在2023/24球季回到伯明翰，他在首四輪聯賽並未獲任何上陣時間，僅在聯賽盃後備上陣兩次。他最終與球會在2023年9月1日達成協議提早解約，以讓他在轉會窗結束後轉會到巴恩斯利。

### 巴恩斯利
2023年9月1日，巴恩斯利簽入自由身的科斯格罗夫，並與其簽下為期兩年的合約。

## 榮譽
普利茅斯
- 英格蘭足球甲級聯賽冠軍：2022–23[50]